# Stazione di Bath Spa
La stazione di Bath Spa (in inglese Bath Spa railway station) è la principale stazione ferroviaria di Bath, in Inghilterra.